# Linda Nagata

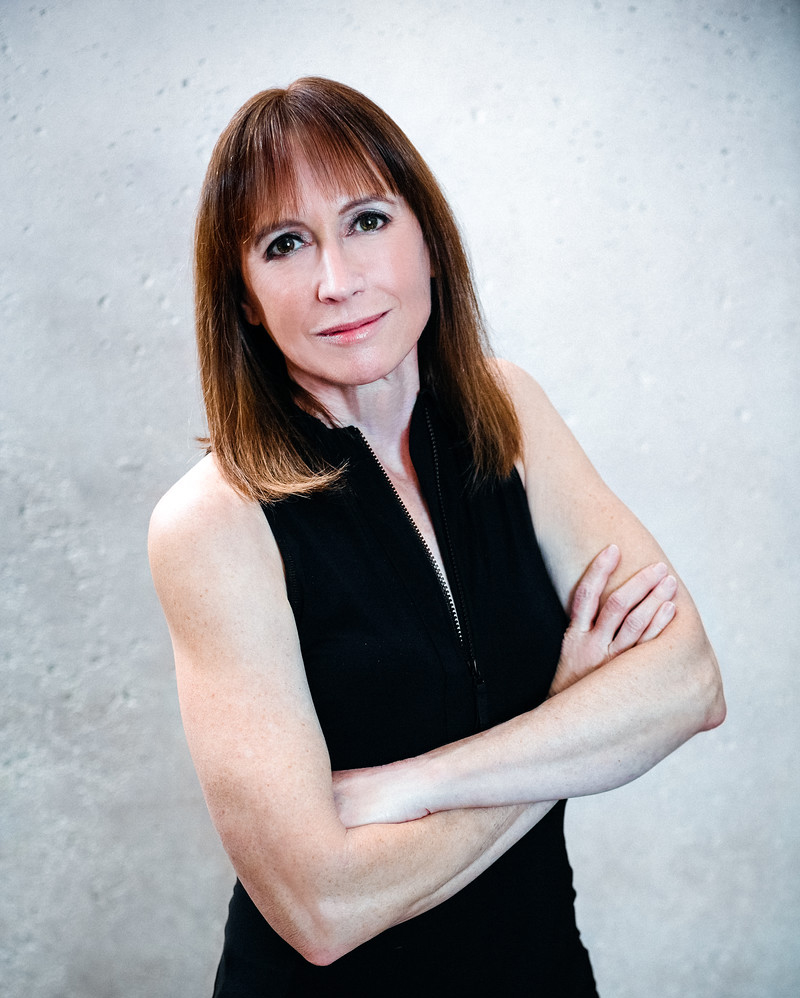
Linda Nagata

Linda Nagata (* 7. November 1960 in San Diego, Kalifornien) ist eine auf Hawaii lebende US-amerikanische Science-Fiction- und Fantasy-Schriftstellerin. Ihre Erzählung Goddesses war die erste Online-Veröffentlichung, die einen Nebula Award gewann. Sie schreibt häufig im Nanopunk-Genre, das von Nanotechnologie und der Integration von fortgeschrittener Computertechnologie mit dem menschlichen Gehirn handelt.

## Leben und Karriere
Nagatas Familie zog nach Oahu (Hawaii), als sie zehn Jahre alt war. Nach Abschluss ihres Bachelor-Studiums in Zoologie an der University of Hawaiʻi at Mānoa zog sie auf die Insel Maui, wo sie mit ihrer Familie lebt.
Nach ihrem Studium begann Nagata zu schreiben und veröffentlichte ihre erste Kurzgeschichte im Jahr 1987. Sie veröffentlicht ihre Werke unter ihrem unabhängigen Imprint Mythic Island Press, LLC. als E-Books und Taschenbücher.

### Nanopunk
Zu ihren bekanntesten Werken zählt ihre „Nanotech Succession“-Serie, die als exemplarisch für das Nanopunk-Genre angesehen wird. Nagatas Science-Fiction-Werk wird mit dem Werk von Autoren wie Kathleen Ann Goonan und Neal Stephenson verglichen.

## Bibliographie

### Romane
- The Nanotech Succession:
  - Tech-Heaven. Bantam Spectra, New York 1995. (Neuauflage: Mythic Island Press Llc, 2011, ISBN 978-1-937197-01-8)
  - The Bohr Maker. Bantam Spectra, New York 1995. (Neuauflage: Mythic Island Press Llc, 2011, ISBN 978-1-937197-02-5)
  - Deception Well. Bantam Spectra, New York 1997. (Neuauflage: Mythic Island Press Llc, 2011, ISBN 978-1-937197-03-2)
  - Vast. Bantam Spectra, New York 1998. (Neuauflage: Mythic Island Press Llc, 2011, ISBN 978-1-937197-04-9)
- Limit of Vision. Tor, New York 2001, ISBN 0-312-87688-2. (Deutsch: Götterfunke. 2003, ISBN 3-404-24312-9).
- Memory. Tor, New York 2003, ISBN 978-0-312-87721-7
- Skye Object 3270a. Mythic Island Press Llc, 2011, ISBN 978-0-9831100-7-1
- Stories of the Puzzle Lands:
  - The Dread Hammer. Mythic Island Press Llc, 2012. (Ursprünglich unter dem Pseudonym Trey Shiels), ISBN 978-1-937197-07-0
  - Hepen the Watcher. Mythic Island Press Llc, 2012, ISBN 978-1-937197-10-0
- The Red Trilogie:
  - The Red: First Light. Mythic Island Press Llc, 2013. Neuauflage: Saga Press, New York 2015, ISBN 978-1-4814-4657-0. (Deutsch: The Red 1: Morgengrauen. 2016, ISBN 978-3-95981-152-1).
  - The Trials. Saga Press, New York 2015, ISBN 978-1-4814-4658-7. (Deutsch: The Red 2: Prüfungen. 2017, ISBN 978-3-95981-154-5).
  - Going Dark. Saga Press, New York 2015, ISBN 978-1-4814-4659-4. (Deutsch: The Red 3: Funkstille. 2017, ISBN 978-3-95981-198-9).
- Inverted Frontier:
  - Edges Mythic Island Press Llc, 2019, ISBN 978-1-937197-27-8.
  - Silver Mythic Island Press Llc, 2019, ISBN 978-1-937197-29-2.

### Kurzgeschichtensammlungen
- Goddesses and Other Stories. Mythic Island Press Llc, 2012, ISBN 978-1-937197-11-7
- Two Stories: Nahiku West & Nightside on Callisto. Mythic Island Press Llc, 2013, ISBN 978-1-937197-15-5

### Kurzgeschichten
- Nightside on Callisto. In: Lightspeed. Nr. 24. Mai 2012.
- A moment before it struck. In: Lightspeed. Nr. 27, August 2012.
- Out in the Dark. In: Analog. 133/6, Juni 2013.
- Codename: Delphi. In: Lightspeed. Nr. 47, April 2014.

## Auszeichnungen
- 1996: Locus Award für The Bohr Maker als  besten Erstlingsroman[5][6]
- 2000: Nebula Award für Goddesses als beste Erzählung (Novella)[5][6]
- 2018: Locus Award für The Martian Obelisk als beste Kurzgeschichte